# Hector Durville
Marie-François Hector Durville ou Hector Durville (Mousseaux, França, 08 abril de 1849 – Montmorency, França, 01 de setembro de 1923), autor, magnetizador e pesquisador no campo do ‘’magnetismo animal’’ e de outros assuntos considerados ocultos. Foi o Patriarca da família Durville e continuador da obra fundamental de Barão du Potet o jornal Du magnétisme.

## Biografia
Hector Durville nasceu em 8 de abril de 1849, em Mousseau, França. Durville descobriu o mesmerismo no outono de 1861, quando um de seus irmãos tornou-se vítima epidêmica de disenteria.
Com seus filhos Gaston, Henri e André Durville ele desempenhou um papel significativo na popularização de estudos sobre temas considerados ocultos (Espiritualismo e Magnetismo) na França.
No ano de 1870 é criado o Editorial Duville com publicações dedicadas a fenômenos parapsicológicos que tivessem relevâncias no tema desdobramento astral
| “ | O desdobramento do vivo, ainda que mal conhecido, é um fenômeno muito comum entre nós. Muitas distrações, ausências, sonhos, são resultados dele. Sobre o assunto recomendo o meu Méthode de dédoublement personnel e a obra de Hector Durville Le fantôme des vivants . | ” |

A editora de Hector & Henri Durville em Paris emitiu uma grande variedade de livros e periódicos que tratam do Mesmerismo, ocultismo, o Espiritismo e as terapias naturais, alguns dos quais ele escreveu. Com seu filho Henri, dirigiu o Institut du Magnétisme et du Psychisme experimental, fundada em 1878.

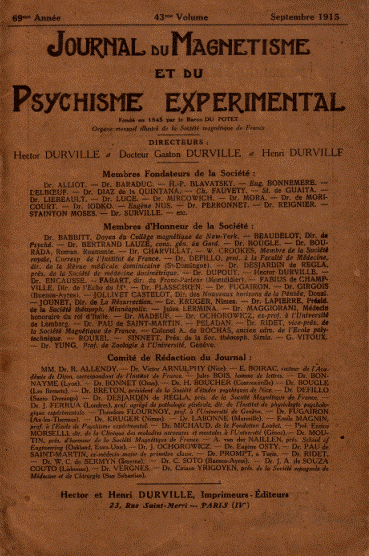
Jornaul Du Magnétisme

Como médico psiquiatra e juntamente com seus filhos Henri e Gaston, continuou o "Journal du Magnétisme", originalmente fundada pelo Barão du Potet.
Em 1887, ele fundou a "Société Magnétique de France", e em 1893, a "École Pratique de Magnétisme et de Massage".
Henri Durville (1887-1963), filho de Hector Durville, professava em sua escola o que chamou "os princípios da física dinâmica", em que ele mostrou a diferença entre o magnetismo animal e o hipnotismo. Seus estudos foram extremamente avançados, em acordo com François Ribadeau-Dumas, em seu livro "História da varinha mágica", onde afirma que os estudos de Henri Durville abriram novos horizontes, especialmente em as suas investigações quanto ao sonambulismo e de sua ação no centro dos nervos.
No ano de 1896 Durville fundou, ainda em Paris a "Universidade de Estudos Avançados", que oferecia as Faculdades de: "Ciência Magnética", "Ciência Hermética" e a "Faculdade de Ciências Espíritas", a última tendo como diretor o engenheiro Gabriel Delanne.
Ele também publicou o “Revue du Psychisme expérimental” e “Psychic Magazine”. E no ano de 1919 mais precisamente no dia 10 de junho o poeta português Fernando Pessoa escreveu a Hector Durville e a seu filho Henri pedindo auxílio por meio de tratamento magnético. Neste período é necessário salientar que o magnetismo passava novamente por processo de perseguição por parte dos médicos mas mesmo assim o escritor procura o auxílio do mesmo.
Quatro anos depois ele desfalece no dia 01 de setembro de 1923, em Montmorency, França.

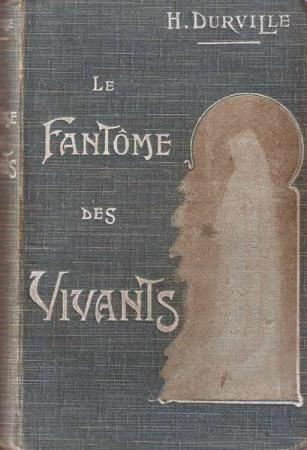
Os fantasmas dos Vivos Hector Durville

## Teorias

### Duplo
A contraparte etérica do corpo físico, que, quando fora de coincidência, podem deslocar-se temporariamente pelo espaço em liberdade comparativa e aparecem em vários graus de densidade para os outros. A crença na existência do corpo duplo, ou astral, é antiga, e seu uso moderno como uma "hipótese de trabalho" resolve muitos problemas intrigantes da pesquisa psíquica.
Em 1909, Durville verificou a exatidão das experiências de Albert de Rochas referentes ao desdobramento da alma humana e à projeção do duplo, por processos magnéticos mais rápidos e simples, e menos perigosos, conjugando os passes magnéticos com a sugestão. Além das indicações fornecidas pelos seus passivos, serviu-se também de videntes naturais e de videntes magnéticos a fim de obter informações mais precisas e variadas, que a fotografia e outros meios de verificações físico-química vieram confirmar plenamente nos mais importantes fatos.